# Le Drennec
Le Drennec (bret. An Dreneg) – miejscowość i gmina we Francji, w regionie Bretania, w departamencie Finistère.
Według danych na rok 1990 gminę zamieszkiwało 1599 osób, a gęstość zaludnienia wynosiła 168 osób/km² (wśród 1269 gmin Bretanii Drennec plasuje się na 398. miejscu pod względem liczby ludności, natomiast pod względem powierzchni na miejscu 853.).